# Ahr (Rienz)
Die Ahr (auch Ahrn, Ahrnbach; italienisch Aurino) ist mit einer Länge von rund 52,3 km und einem Einzugsgebiet von rund 629 km² der wichtigste Nebenfluss der Rienz in Südtirol im Nordosten Italiens. Sie durchfließt das Tauferer Ahrntal.

## Geographie
Die Ahr entspringt auf rund 2500 m Höhe unterhalb der Birnlücke in der Venedigergruppe. Das Quellgebiet ist Teil des Naturparks Rieserferner-Ahrn. In ihrem Oberlauf durchquert die Ahr mit beträchtlichem Gefälle das Ahrntal, wo ihr zahlreiche Bäche aus den Zillertaler Alpen und der Venedigergruppe zufließen (etwa der Keilbach, der Schwarzenbach und der Weißenbach). Bei Sand erreicht sie am Tauferer Boden das Tauferer Tal. Hier nimmt sie ihre beiden längsten Zuflüsse auf, den Reinbach und den Mühlwalder Bach. Im weiteren Verlauf des breiten, nahezu ebenen Tauferer Tals erreicht sie aus der Rieserfernergruppe mit dem Mühlbach ein letzter bedeutender Zufluss. Bei Bruneck gelangt die Ahr schließlich ins Pustertal, wo sie auf 810 m Höhe in die Rienz mündet.
Ortschaften an ihrem Ufer sind Kasern, Prettau, St. Peter, St. Jakob, Steinhaus, St. Johann, Luttach, Sand in Taufers, Mühlen in Taufers, Uttenheim, Gais, St. Georgen und Stegen (in dieser Reihenfolge).

## Hydrologie
Hydrologisch gesehen ist die Ahr der Oberlauf der Etsch, da sie an ihrer Mündung in die Rienz der größere Fluss ist, die Rienz wiederum den Eisack an Wasserführung übertrifft und dieser beim Zusammenfluss mit der Etsch mehr Wasser führt als diese. Zudem bildet die Flussfolge Ahr-Rienz-Eisack-Etsch den längsten Fließweg aller Flussläufe im Flusssystem der Etsch.

## Namensgeschichte und Etymologie
Die Ahr wechselte im Laufe der Geschichte mehrmals ihren Namen. Die älteste fassbare Namensform aus dem Jahr 893 lautet Pirra. Möglicherweise ist damit der bei Venantius Fortunatus im 6. Jahrhundert genannte Fluss Byrrhus als Ahr identifizierbar. Mit Pirra bzw. Pirre wurde bis ins 11./12. Jahrhundert nicht nur die Ahr, sondern auch der gesamte Unterlauf der Rienz ab Bruneck bezeichnet; erst danach setzte sich der ursprünglich nur im Oberlauf geltende Flussname Rienz auch im westlichen Pustertal durch. Im Laufe des 16. Jahrhunderts verschwand der alte Flussname nach und nach auch im Tauferer und im Ahrntal. Nur in Prettau ist die Bezeichnung Pirlbach bis ins 18. Jahrhundert nachweisbar. Noch heute erinnert der Gebirgspass Birnlücke, unter dem die Ahr entspringt, an die ursprüngliche Namensform. Die Etymologie von Pirra ist unklar. Karl Finsterwalder denkt an eine Ableitung von der indogermanischen Wurzel *bhers- mit der Bedeutung „eilen“, was eine Deutung als „eilig Rinnende“ ermöglicht. Egon Kühebacher denkt hingegen an eine Verwandtschaft mit dem griechischen pyr („Feuer“) und erklärt die Ahr somit als Rotbach.
Im 16. Jahrhundert wurde der Name Achenbach üblich. Ache ist ein im Alpenraum sehr häufiges Hydronym, im Volksmund wurde das Gewässer zudem schlicht Grundbach genannt. Vermutlich motivierten diese recht generischen Namen neuzeitliche Geographen, für den größten Flusslauf des Ahrntals den Namen Ahrnbach zu schaffen – ein seltenes Beispiel für die Benennung eines Flusses nach dem durchflossenen Tal. Die verkürzte Namensform Ahr (anfangs noch gelegentlich Ahrn) ist erst im 19. Jahrhundert belegbar.